# 美丽顶蟹蛛
美丽顶蟹蛛（学名：Camaricus formosus）为蟹蛛科顶蟹蛛属的动物。分布于印度、缅甸、印度尼西亚、马来西亚以及中国大陆的云南、海南等地。该物种的模式产地在缅甸。